# Autódromo Mar y Valle
El Autódromo Mar y Valle está ubicado en la ciudad de Trelew, Provincia del Chubut, Argentina. Se encuentra emplazado rodeado de una zona de mesetas y bardas, y se accede a través de la Ruta Nacional 3.

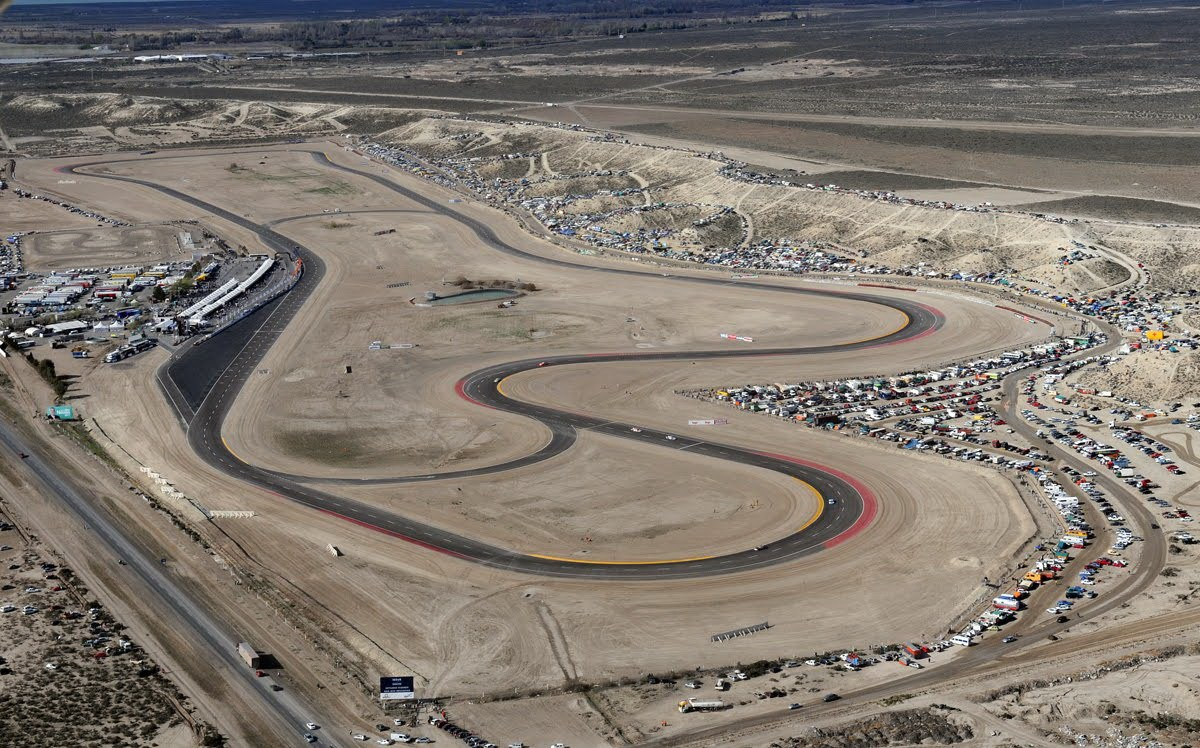
Vista aérea.

## Historia
El 2 de abril de 1965 cuando un grupo de personas dio el primer paso para concretar el sueño de contar con un club desde el cual impulsar la práctica del deporte motor y que año tras año se fue acrecentando hasta llegar a nuestros días, en los que la Asociación Mar y Valle de Trelew es una de las instituciones destacadas del deporte en la región patagónica.
La historia dice que todo comenzó un 2 de marzo de 1965, ese día, un grupo de pioneros se reunió con el objetivo de formar una Asociación de Volantes que agrupara a todos los pilotos de carreras de automóviles de las diferentes categorías que transitaban por el valle.
De común acuerdo, resolvieron convocarse a los treinta días para tratar de darle forma y concretar dicho proyecto. Por ello es que el 2 de abril de 1965, y con el voto positivo de todos los presentes, se decidió conformar la Asociación de Volantes Mar y Valle de Trelew, nombrando como su primer presidente al señor Valeriano Terán. A partir de allí, el Mar y Valle comenzó a escribir su historia, con muchos colaboradores aportando su granito de arena.
El autódromo de la Asociación Mar y Valle supo de momentos inolvidables a lo largo de su trayectoria. Como por ejemplo la creación de la “Peña pro asfalto”, que se reunió con el objetivo de asfaltar el viejo circuito de tierra. Los trabajos se pusieron en marcha el 23 de mayo de 1985, y recién el 15 de noviembre de 1985 se procedió a la colocación del primer tramo de imprimación.
El 16 de marzo de 1986 se pudo inaugurar el circuito asfaltado, con una extensión de 1.986 metros. La carrera inaugural se realizó con las categorías Ford T, Fiat 800cc y TN 2000 de Comodoro Rivadavia. Luego, en 1992 se pudo habilitar la primera ampliación del circuito, que constó de 1.000 metros. En la cual fueron construidos el “riñón” y la curva N.º 4, para poder contar con cinco alternativas de circuitos.
Por el autódromo trelewense pasaron a lo largo de los años categorías nacionales como el Turismo Nacional, el Turismo Carretera, el Club Argentino de Pilotos con los Datsun, el Supercart, las motos, el TC 2000 y el Súper TC2000, la Fórmula Renault, entre otros.
El circuito enclavado entre la ruta nacional 3 y la barda sur del valle ha sido la sede de innumerables fiestas del automovilismo regional, en tardes de pasión y gloria para pilotos y autos del Ford T, el TN 800cc, el Sport 800, el tp 1100cc y el TC Patagónico, a los que sumaron en distintos momentos de su historia el Hot Rod, la Fuerza Limitada Regional, la Monomarca R-12, los Gol 1.6 y el TC Austral en las últimas temporadas, sin olvidar algunas fechas del Safari Pista y las picadas sobre la recta del autódromo.

### Una nueva era
A partir de 2008, la historia de la Asociación Mar y Valle experimentó un proceso de pleno resurgimiento. Con la llegada del Dr. Jorge Aidar Bestene a la presidencia y un grupo activo de colaboradores, el club inició un cambio histórico en el orden institucional y en materia de infraestructura.
Hubo una apertura masiva hacia el público. Se agrandó la masa societaria y en el marco de esta nueva era, llegó la remodelación total del circuito, inaugurado en 2010. Con el nuevo trazado, también se amplió el sector de boxes, se construyó una torre de control con todas las comodidades y así, las categorías nacionales no tardaron en elegir nuevamente al “Coliseo Patagónico”. La modernización del circuito también fue puesta al servicio del automovilismo provincial, que recuperó su tradicional espacio para todas las categorías de pista. Además, en los últimos años se sumaron las competencias de los autos de Picadas y el motociclismo deportivo de velocidad, con el campeonato Austral y el Súper Bike.
En el 2012 se inauguró el quincho, que fue bautizado con el nombre de Valeriano Terán, primer presidente del club.
El proyecto de la Asociación Mar y Valle también incluyó al karting zonal, que a través de la Subcomisión le dio una inyección de vida a la actividad. El punto máximo de esta actividad fue la inauguración de la obra de remodelación del kartódromo “Juan Albertella”, cuyo acto se concretó el 1 de agosto del año 2015.

## Galería de imágenes
|                                              |
| Turismo Nacional Clase 2 en Trelew, en 2013. |

|                                              |
| Turismo Nacional Clase 3 en Trelew, en 2013. |

|                                  |
| Súper TC2000 en Trelew, en 2016. |

|                                 |
| Top Race V6 en Trelew, en 2012. |

|                                       |
| Turismo Carretera en Trelew, en 2016. |

## Historial de ganadores

### TC2000
| Año  | Ganador                 | Marca           | Equipo                |
| ---- | ----------------------- | --------------- | --------------------- |
| 1994 | Miguel Ángel Etchegaray | Renault 19      | Berta Motorsport      |
| 1995 | Juan María Traverso     | Peugeot 405     | Peugeot Sport         |
| 1996 | Juan María Traverso     | Peugeot 405     | Peugeot Sport         |
| 1997 | Henry Martin            | Ford Escort VI  | YPF Ford Motorsport   |
| 1997 | Daniel Cingolani        | Ford Escort VI  | YPF Ford Motorsport   |
| 1999 | Omar Martínez           | Honda Civic VI  | Honda Team Pro Racing |
| 1999 | Mariano Altuna          | Volkswagen Polo | Elaion VW Motorsport  |
| 2000 | Henry Martin            | Ford Escort VI  | Ford YPF              |
| 2003 | Gabriel Ponce de León   | Ford Focus I    | Ford YPF              |
| 2011 | Agustín Canapino        | Chevrolet Cruze | Chevrolet JP Racing   |

#### Super TC2000
| Año  | Ganador          | Marca           | Equipo        |
| ---- | ---------------- | --------------- | ------------- |
| 2016 | Emiliano Spataro | Renault Fluence | Renault Sport |

| Piloto              | Podios | Piloto           | Podios | Piloto                  | Podios |
| ------------------- | ------ | ---------------- | ------ | ----------------------- | ------ |
| Juan María Traverso | 3      | Norberto Fontana | 1      | Gabriel Ponce de León   | 1      |
| Omar Martínez       | 3      | Javier Merlo     | 1      | René Zanatta            | 1      |
| Henry Martin        | 3      | Alejandro Bini   | 1      | Emiliano Spataro        | 1      |
| Guillermo Ortelli   | 2      | Néstor Girolami  | 1      | Miguel Ángel Guerra     | 1      |
| Marcelo Bugliotti   | 2      | Mariano Werner   | 1      | Miguel Ángel Etchegaray | 1      |
| Daniel Cingolani    | 2      | Nelson García    | 1      | Ernesto Bessone (h)     | 1      |
| Guillermo Maldonado | 2      | Walter Hernández | 1      |                         |        |
| Agustín Canapino    | 1      | Mariano Altura   | 1      |                         |        |

| Marca      | Triunfos |
| ---------- | -------- |
| Ford       | 4        |
| Peugeot    | 2        |
| Renault    | 2        |
| Volkswagen | 1        |
| Honda      | 1        |
| Chevrolet  | 1        |

### Turismo Carretera
| Fecha | Ganador               | Marca           |
| ----- | --------------------- | --------------- |
| 1996  | Guillermo Ortelli     | Ford Falcon     |
| 1997  | Roberto Urretavizcaya | Ford Falcon     |
| 1998  | Miguel Etchegaray     | Ford Falcon     |
| 1999  | Fabián Acuña          | Chevrolet Chevy |
| 2001  | Hugo Redolfi          | Dodge Cherokee  |
| 2002  | José Luis Di Palma    | Chevrolet Chevy |
| 2010  | Diego Aventin         | Ford Falcon     |
| 2011  | Néstor Girolami       | Torino Cherokee |
| 2012  | Mariano Altuna        | Chevrolet Chevy |
| 2013  | Guillermo Ortelli     | Chevrolet Chevy |
| 2014  | Matías Rodríguez      | Dodge Cherokee  |
| 2016  | Matías Rossi          | Chevrolet Chevy |

| Piloto                | Podios | Piloto               | Podios | Piloto                  | Podios |
| --------------------- | ------ | -------------------- | ------ | ----------------------- | ------ |
| Guillermo Ortelli     | 5      | Diego Aventín        | 1      | Juan María Traverso     | 1      |
| Mariano Werner        | 3      | Néston Girolami      | 1      | Miguel Ángel Etchegaray | 1      |
| Omar Martínez         | 3      | Mauro Giallombardo   | 1      | Luis Minervino          | 1      |
| José Luis Di Palma    | 3      | Emiliano Spataro     | 1      | Vicente Pernía          | 1      |
| Matías Rossi          | 2      | Jonatan Castellano   | 1      | Alejandro Occhionero    | 1      |
| Mariano Altura        | 2      | Juan Marcos Angelini | 1      | Hugo Redolfi            | 1      |
| Roberto Urretavizcaya | 2      | Matías Rodríguez     | 1      |                         |        |
| Fabián Acuña          | 2      | Christian Ledesma    | 1      |                         |        |

| Marca     | Triunfos |
| --------- | -------- |
| Chevrolet | 5        |
| Ford      | 4        |
| Dodge     | 2        |
| Torino    | 1        |

#### TC Pista
| Año  | Ganador            | Marca           |
| ---- | ------------------ | --------------- |
| 2010 | Mauro Giallombardo | Ford Falcon     |
| 2011 | Leonel Sotro       | Ford Falcon     |
| 2012 | Facundo Ardusso    | Ford Falcon     |
| 2014 | Esteban Gini       | Torino Cherokee |
| 2016 | Alan Ruggiero      | Ford Falcon     |

### Turismo Nacional

#### Clase 3
| Año  | Ganador            | Marca           |
| ---- | ------------------ | --------------- |
| 1988 | Ricardo Albertengo | Renault 18 GTX  |
| 1994 | Omar Bonomo        | VW Gol GT 1.8   |
| 2013 | Fabián Pisandelli  | Chevrolet Cruze |

#### Clase 2
| Año  | Ganador            | Marca               |
| ---- | ------------------ | ------------------- |
| 1988 | Ernesto Rodríguez  | Volkswagen Gacel GS |
| 1994 | Rafael Verna       | Ford Escort GL      |
| 2013 | Emiliano Giacoponi | Renault Clio        |

### Top Race V6
| Año  | Ganador           | Marca               | Equipo           |
| ---- | ----------------- | ------------------- | ---------------- |
| 2012 | Juan Manuel Silva | Mercedes-Benz C-204 | RV Racing Sports |